# Przęsławice (powiat sochaczewski)
Przęsławice – wieś w Polsce położona w województwie mazowieckim, w powiecie sochaczewskim, w gminie Brochów. Ma status sołectwa.
| SIMC    | Nazwa              | Rodzaj    |
| ------- | ------------------ | --------- |
| 1057344 | Przęsławice-Krzaki | część wsi |

Wieś nad Bzurą została założona w 1355 r. W latach 1975–1998 miejscowość należała administracyjnie do województwa warszawskiego.